# رندی فولمر
 رندال وین فولر (به انگلیسی: Randy Fullmer) زاده ۲۷ آوریل ۱۹۵۰ یک تاجر آمریکایی و مجری سابق شرکت والت دیزنی است. پس از یک هجده سال موفقیت در استودیو انیمیشن والت دیزنی، فولر تجارت خود را به نام وین گیتارز راه اندازی کرد که از طریق آن وی گیتارهای باس را با طراحی خاص خود تولید می‌کند.  